# Ville de Muping
Cette page contient des caractères spéciaux ou non latins. S’ils s’affichent mal (▯, ?, etc.), consultez la page d’aide Unicode.

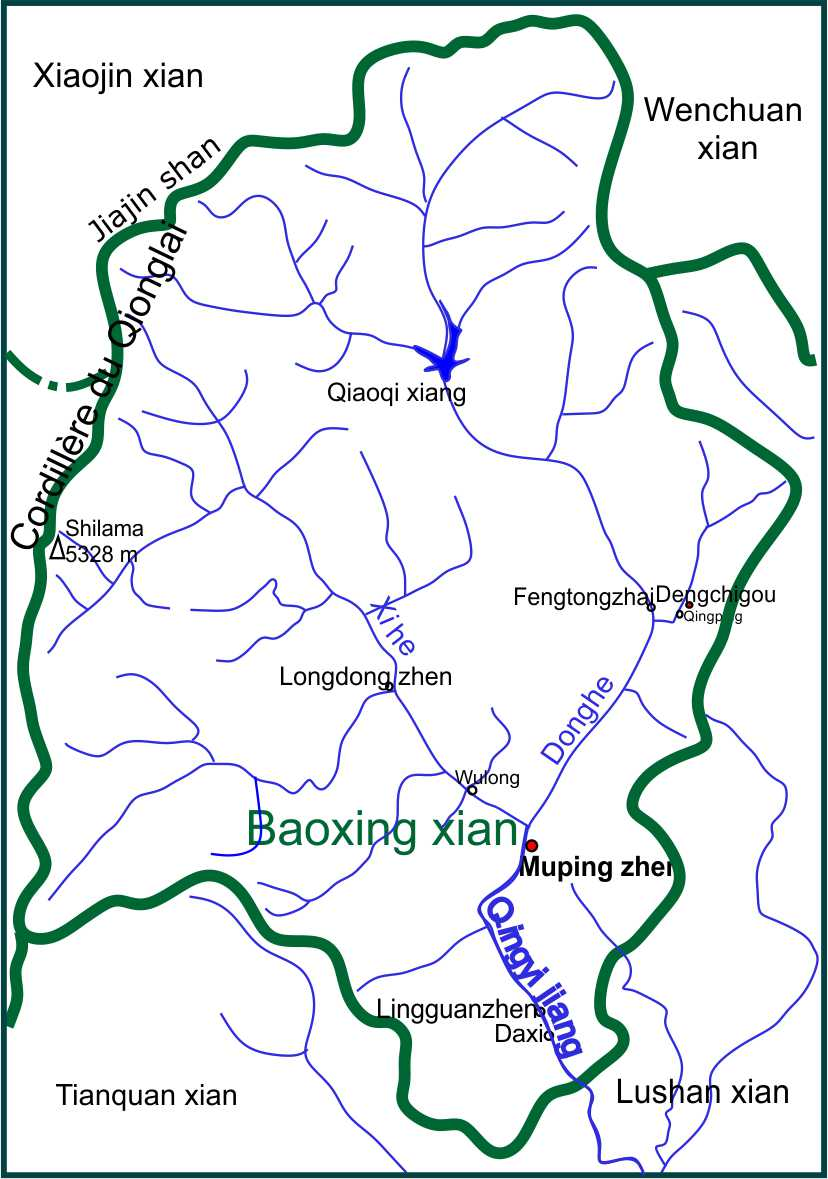
La ville de Muping sur les bords la Qingyi, aud du district de Baoxing (limites en vert)

Muping (穆坪镇 Mùpíng zhèn) est la ville principale du district de Baoxing, sous la juridiction de Ya'an de la province du Sichuan en Chine. La ville est construite toute en longueur le long des berges du fleuve Qingyi, en aval de la confluence de ses deux affluents, le Xihe (rivière de l’ouest) et le Donghe (rivière de l’est)[réf. nécessaire]. Elle se trouve à 74 km au nord de Ya'an et à 200 km de Chengdu.
Avec 11 766 habitants en 2017, Muping est le centre politique, économique et culturel du district de Baoxing[réf. nécessaire] ainsi que le siège du comité du Parti et du gouvernement du district du PCC du Baoxing.
Dans les années 2011-2015, un quartier a été reconstruit dans le style traditionnel chinois et nommé « La Vieille ville du Panda », pour attirer les touristes chinois et étrangers.

## Carrefour culturel historique
Située sur les marches sino-tibétaines, dans ce que Fei Xiaotong appelait le « couloir tibéto-yi » (Zang-Yi zoulang 藏彝走廊), la ville est à un carrefour de la culture tibétaine et de la culture chinoise han. Cette vision partagée par certains historiens, linguistes et ethnologues, considère la Chine et le Tibet comme deux grands centres de civilisation, chacun entouré par son propre monde allogène barbare, subissant une double pression de sinisation et de tibétanisation. Mais le dynamisme économique du premier l’emportant largement sur celui du second, la sinisation économique, culturelle et ethnique se fait peu à peu.
Au cours de ses deux millénaires d’histoire, la ville a été connue sous des noms différents.
Après avoir été dans l’aire culturelle du peuple Qiang, la ville s’est convertie au bouddhisme tibétain, sous la dynastie mongole Yuan au XIIIe siècle. Au milieu du XVIIIe siècle, l’empereur Qianlong installa un protectorat sur le Tibet et un Tusi (officier indigène) sur la région qui prit alors le nom de Muping tusi 穆坪土司.
En français le nom de Muping deviendra célèbre sous la transcription phonétique en français de « Moupin » qu’en fit un missionnaire naturaliste Armand David, venu s’installer à Dengchigou, une localité en amont sur la rivière Donghe, à 28 km de la ville de Muping. Grand pionnier de la découverte de la flore et de la faune de la région, il collecta dans les environs, entre mars et novembre 1869, des centaines de spécimens de plantes et d’animaux, qu’il envoyait après préparation au Muséum d’histoire naturelle pour identification. Sur ses planches d’herbier, il indiquait pour lieu de collecte « Moupin, Thibet oriental » ou parfois « principauté de Moupin ». Il semble donc que Moupin désignait le district administratif Muping tusi 穆坪土司.
Ce n’est qu’en 1930, que ce district prit le nom de « district de Baoxing » (宝兴县 Baoxing xian) sous le gouvernement nationaliste de la République de Chine (1912-1949).

## Administration et économie

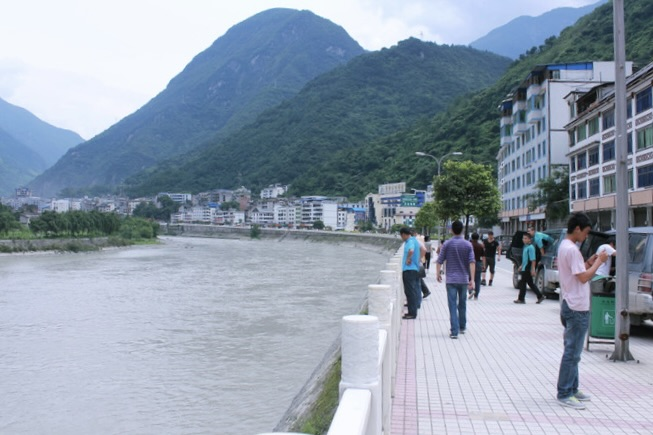
Promenade le long du Qingyi à Muping

Muping administre les 6 villages « naturels » suivants : Xinguang, Xinbao, Xueshan, Shunjiang, Goushan et Xinmin. La population totale est de 11 766 en 2017.
Il y a 5 écoles primaires dans la ville et 1 centre de santé urbain certifié.
Muping possède 2 entreprises agricoles, 91 entreprises industrielles (68 de transformation et réparation, 19 de traitement de la pierre, 4 de carbonate de calcium, 1 industrie à haute consommation d’énergie) et 72 entreprises de transport, 47 dans les services de vente en gros, de détail et de restauration[réf. nécessaire].

## Animations culturelles
Dans cette région de montagnes, les hommes fixés dans des gorges profondes, difficilement accessibles, sujettes à des inondations catastrophiques et à des séismes destructeurs, ont moins rapidement tiré bénéfice des réformes économiques engagées après 1978. Avec le succès populaire du panda partout dans le monde, ils ont compris qu’ils pouvaient attirer la nouvelle classe moyenne des grandes villes de la région (comme de Ya’an et Chengdu) et les touristes étrangers.
Presque un siècle après la découverte du panda par le père David en 1869, le zoo de Pékin envoya à Baoxing du personnel pour capturer des animaux rares comme le panda géant et le rhinopithèque de Roxellane pour les offrir aux zoos de tout le pays. Jusqu’au milieu des années 1980, le district de Baoxing offrit à l’État chinois, 118 pandas vivants dont 15 furent envoyés en cadeaux à huit pays : Russie, les États-Unis, l'Angleterre, la France, le Japon, l'Allemagne, la Corée du Nord et le Mexique. En Chine le panda est considéré comme un « Trésor national » et l’offrir en cadeau à un pays étranger est un signe diplomatique fort de confiance ; c’est ce qui a été appelé la Diplomatie du panda.
Dans les années 2011-2015, plus de 1,6 milliard de yuans ($262 millions) ont été investis pour reconstruire un quartier de la ville de Muping le long du fleuve, dans le style traditionnel chinois (China Daily, du 20 avril 2015). Le quartier rénové a été dénommé « La Vieille ville du panda » (熊猫古城 Xióngmāo gǔchéng). Il est extrêmement difficile de voir des pandas sauvages dans la nature, ils sont bien trop dispersés. En 2015, avant la construction d’une route carrossable, il fallait encore plus d'une heure de marche en montagne, pour atteindre l’église de Dengchigou où le père David a vécu et découvert le panda géant.
Par contre la ville de Muping met en scène l'animal le plus célèbre de Chine dans le quartier de la « Vieille ville du panda ». Au centre de la place du Panda, couvrant 3 000 m2, se trouve une statue en bronze d’un panda nommé Pan Pan, avec un membre levé en signe de bienvenue. Des statues sculptées de panda dans le célèbre marbre blanc de Baoxing, ont été dressées en de multiples endroits de la ville. À la suite du séisme de magnitude 7 de Lushan d’avril 2013 ressenti sur place, « il a été construit des toilettes et parkings modernes, de nouveaux panneaux de signalisation ont été posés, ce qui a permis à l’Administration Nationale du Tourisme d’attribuer à Muping la note AAAA » a déclaré Wu Yusang, chef adjoint du tourisme de Baoxing.
Dans la Vieille ville du panda, on voit la place de l’Armée rouge, la place du Panda, un mémorial pour célébrer la Longue Marche, et longeant la rivière, des balustrades gravées de représentations de nombreuses espèces animales et végétales que le père David a découvertes lors de son séjour dans la région.

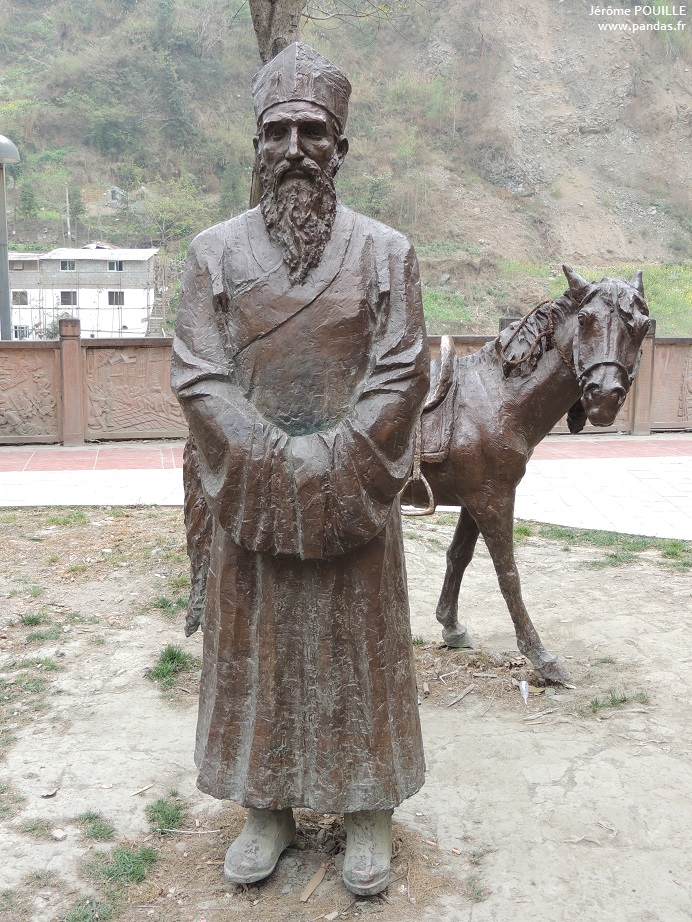
Statue du père David, à Muping

L’administration du district de Baoxing a même fait ériger des statues de bronze à la mémoire du père David à Dengchigou et Mupingzhen. Car il faut mesurer le chemin parcouru depuis l’époque du père David où les fonctionnaires impériaux attisaient les ressentiments populaires contre les étrangers en général et les missionnaires en particulier. Quand Armand David arrive au Collège des Missions étrangères à Dengchigou, il note 
« 1er mars 1869- Lundi, première journée de Moupin. Très beau temps. Comme je l’ai déjà noté, ce collège de Moupin fut fondé, il y a cinquante ou soixante ans [en fait en 1831], quand la persécution qui sévissait en Chine obligea les missionnaires à chercher un lieu plus sûr dans les États d’un prince Mantze. Alors ces vallées étaient entièrement boisées ; et il n’y avait au pays que des indigènes, dits barbares. Mais bientôt, à la suite des missionnaires, y pénétrèrent des chrétiens et d’autres Chinois qui obtinrent du petit souverain du lieu d’y résider et de cultiver la terre, moyennant certaines conditions et contributions. Peu à peu cette vallée a pris une apparence chinoise ; on y a introduit des cultures chinoises, et les missionnaires y ont fait connaître la pomme de terre et le chou d’Europe, deux plantes qui actuellement y constituent un élément essentiel de l’alimentation de ces montagnards » (Boutan).
La promotion actuelle de l'image du père David sert à construire un récit d'origine du panda pouvant favoriser le tourisme dans cette région.
Après la fondation de la République populaire de Chine, les missionnaires étrangers furent tous expulsés, les églises fermées et la majorité des prêtres chinois emprisonnés. Après la mort du président Mao Zedong, une certaine libéralisation religieuse fut mise en place, à condition d’être encadrée par des associations patriotiques.
En 2016, le district de Baoxing a accueilli 1,547 million de touristes[réf. nécessaire].

## Album de photos

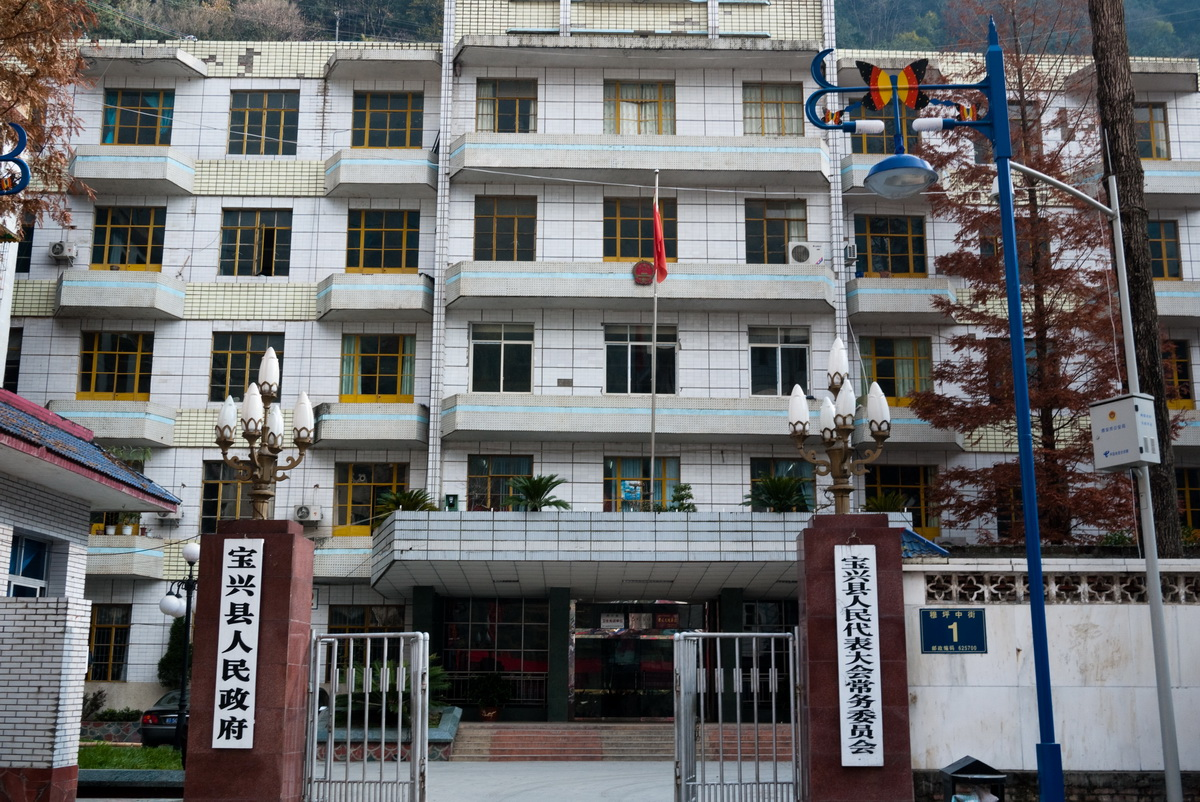
Gouvernement populaire du district de Baoxing
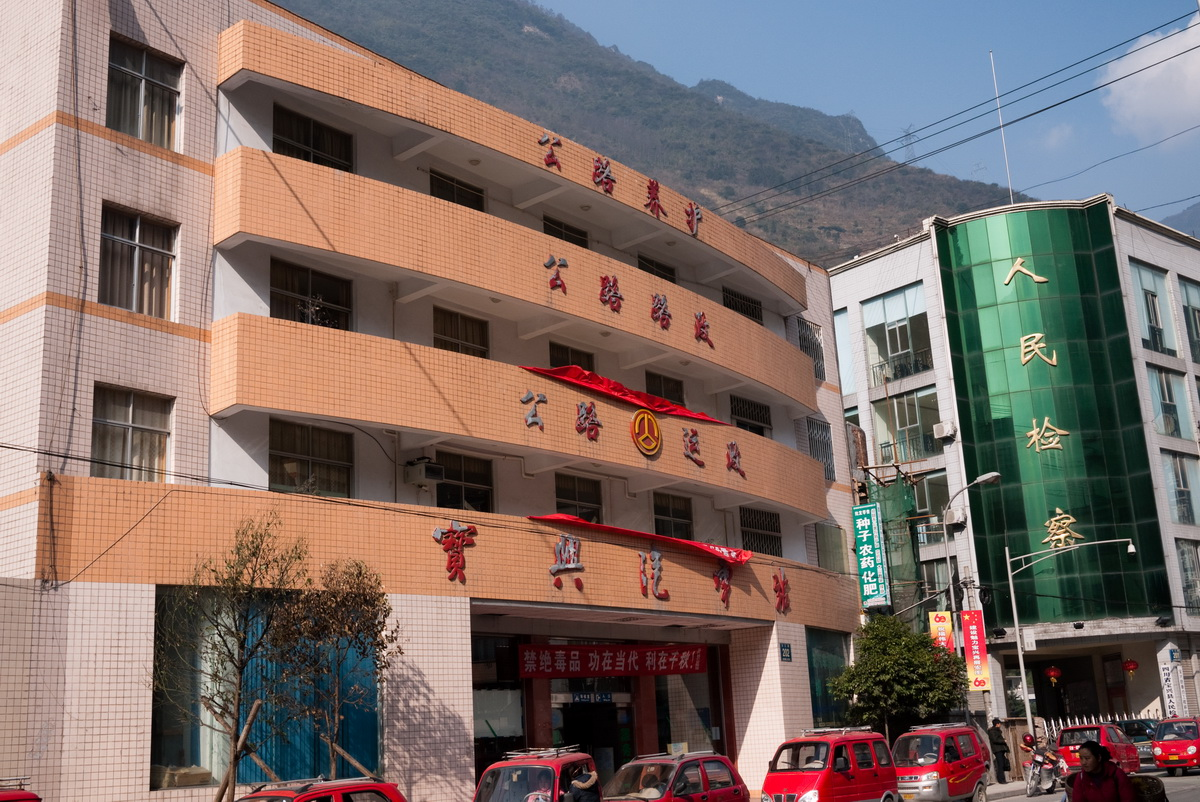
Gare routière du comté de Baoxing
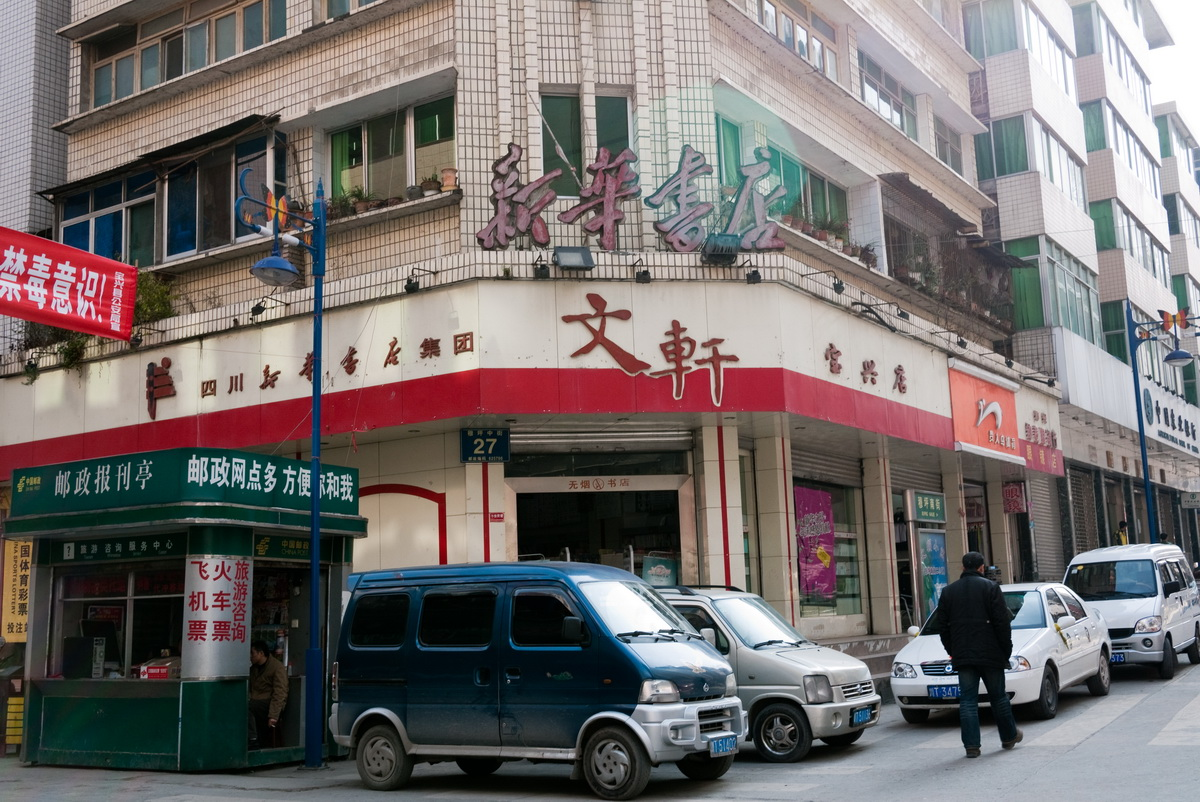
Librairie
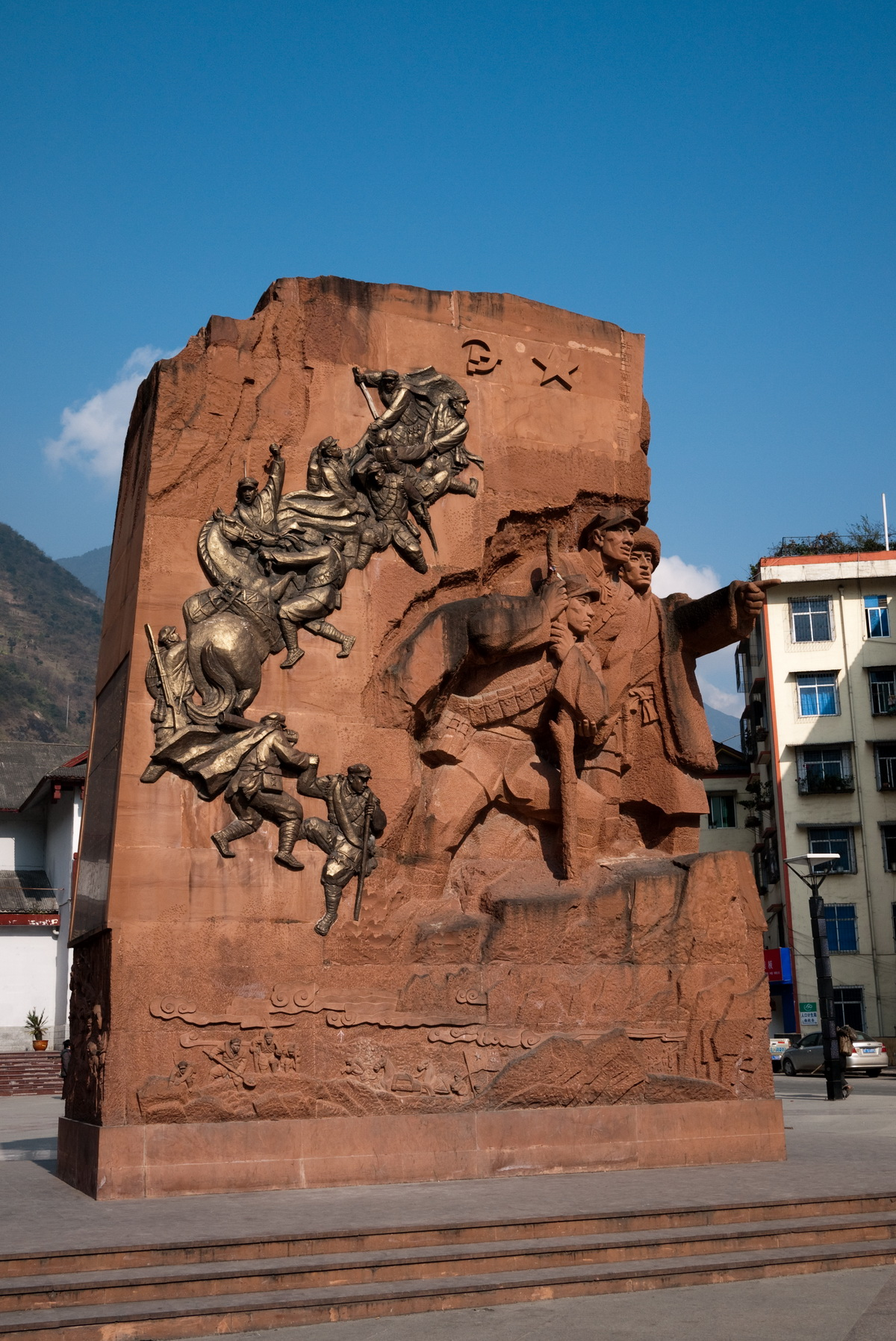
Mémorial pour célébrer la Longue Marche